# Hooverville
Pour les articles homonymes, voir Hoover.

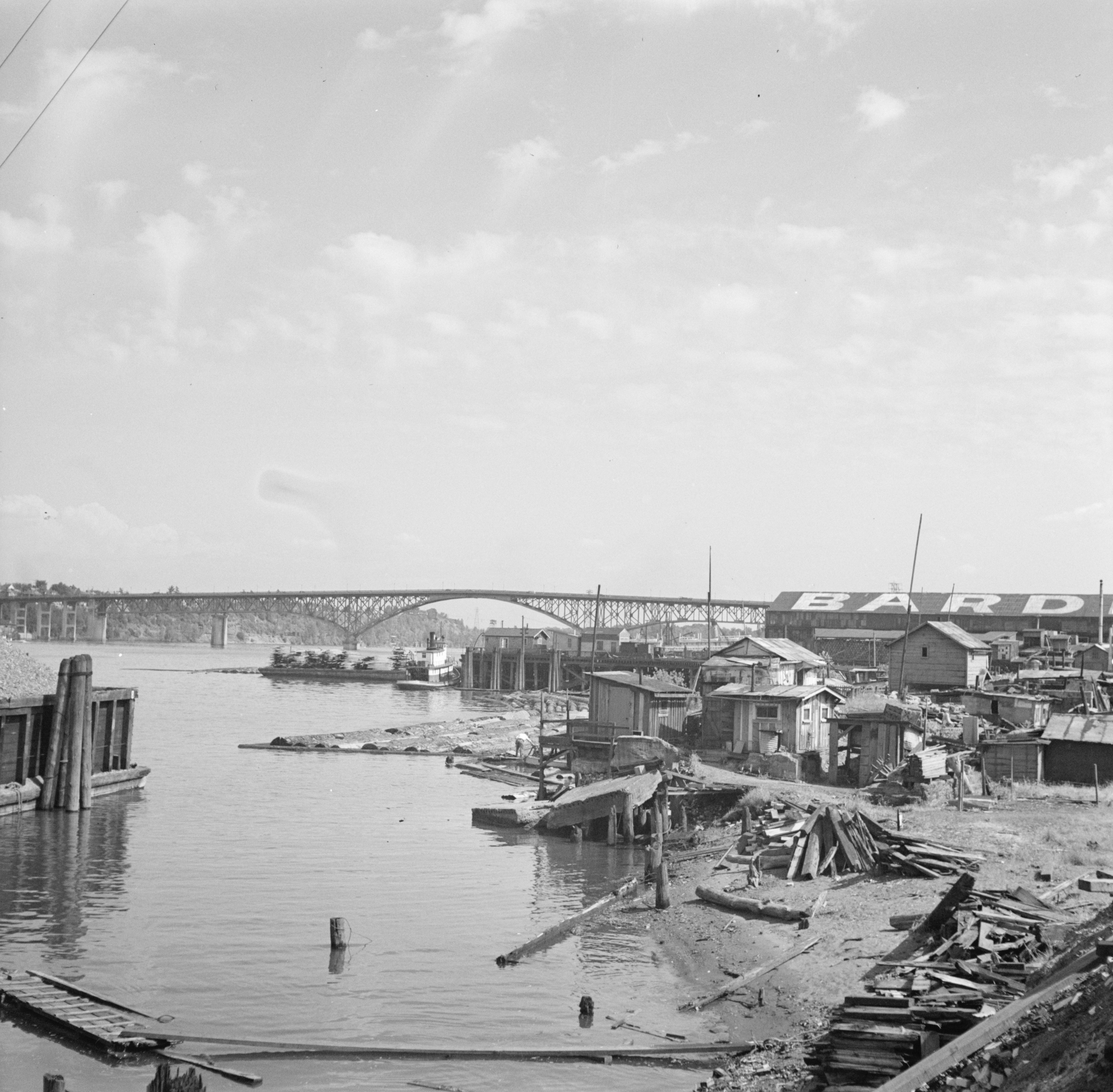
Hooverville le long de la rivière Willamette à Portland, Oregon (Arthur Rothstein).

Hooverville est un terme anglais désignant une série de bidonvilles apparus aux États-Unis au cours de la Grande Dépression, de 1929 jusque dans les années 1940.
Le terme « Hooverville » a été créé sur la base du nom du 31e président des États-Unis, Herbert Hoover, en exercice au début de la Grande Dépression.
Ces villages, implantés la plupart du temps sur terrains publics ou abandonnés, étaient constitués de tentes ou de cabanons habités par les chômeurs et les sans-abris de cette période de crise économique.
Ces villages ne furent pas reconnus par le gouvernement et furent donc périodiquement démantelés pour occupation illégale de terrains privés.
Si certains des hommes contraints de vivre dans ces bidonvilles étaient capables de construire eux-mêmes une maison en dur, la plupart d'entre eux en étaient réduits à utiliser du bois, du carton, des plaques de tôle, des tuyaux ou tout autre matériel disponible.
La famine et l'extrême pauvreté ont conduit les occupants des Hooverville à la mendicité et à des affrontements avec les forces de l'ordre.
D'autres termes nés à cette époque nous sont parvenus comme "Hoover blanket" (un vieux journal utilisé comme une couverture) et "Hoover flag" (une poche de pantalon retroussée dedans-dehors symbolisant le manque d'argent).
Les Hooverville et plus généralement la Grande Dépression ont été décrites dans plusieurs romans et films. Citons par exemple les œuvres de John Steinbeck (Les Raisins de la colère) et le récent film de Ron Howard, De l'ombre à la lumière. Le quatrième épisode de la saison 3 de la série britannique Doctor Who se passe dans un Hooverville.
Le plus grand hooverville se trouvait dans la ville de Saint-Louis (Missouri) et comptait environ 1 000 personnes. Celui de New York se trouvait entre la 72e et la 110e Rue.